# Малые Березняки
Малые Березняки (каз. Малые Березняки) — упразднённое село в Теренкольском районе Павлодарской области Казахстана. Упразднено в 2017 году. Входило в состав Берёзовского сельского округа. Код КАТО — 554837300.

## Население
В 1999 году население села составляло 100 человек (49 мужчин и 51 женщина). По данным переписи 2009 года в селе проживало 39 человек (22 мужчины и 17 женщин).